# Thomsenolita
La thomsenolita es un mineral de la clase de los minerales haluros. Fue descubierta en 1868 en Ivittuut, en Groenlandia (Dinamarca), siendo nombrada así en honor de Peter J.J. Thomsen, químico danés.

## Características químicas
Es un fluoruro hidratado de sodio, calcio y aluminio. Estructuralmente es un neso-alumino-fluoruro de octaedros aislados, dimorfo de la pachnolita con la que a menudo tiene intercrecimientos epitáxicos.

## Formación y yacimientos
Aparece en rocas pegmatitas tipo granito como producto de la alteración de la criolita y otros fluoruros alumínicos alcalinos.
Suele encontrarse asociado a otros minerales como: criolita, pachnolita, quiolita, criolitionita, elpasolita, sellaíta o fluorita.